# Ła-168
Ła-168 (ros. Ла-168) – radziecki odrzutowy samolot myśliwski, skonstruowany pod koniec lat 40. XX w. przez biuro konstrukcyjne Ławoczkina. Pozostał w stadium prototypu; konkurent MiG-a-15.

## Historia
Pierwsze pokolenie radzieckich myśliwców odrzutowych napędzane było niemieckimi silnikami turboodrzutowymi Junkers Jumo-004 i BMW-003, skopiowanymi w ZSRR jako RD-10 i RD-20. Silniki te jednak miały niedostatki, jak niewystarczający ciąg (900 lub 800 kg), nie pozwalający na uzyskanie wysokich osiągów, zawodność i niski resurs (ok. 25 godzin). W konsekwencji, napędzane nimi myśliwce, w tym prototypy linii rozwojowej „150” Ławoczkina, nie były w pełni udane i odbiegały od najnowszych oczekiwań. W 1947 rząd ZSRR zdołał zakupić w Wielkiej Brytanii nowsze mocniejsze silniki Rolls-Royce Derwent V o ciągu 1590 kg i Nene I i II o ciągu 2040 i 2270 kg, które skopiowano następnie jako RD-500, RD-45 i RD-45F. W marcu 1947 wiodące biura konstrukcyjne otrzymały polecenie skonstruowania drugiej generacji myśliwców, napędzanych nowymi silnikami, o prędkości rzędu 1000 km/h i zasięgu 1200 km, z zastosowaniem nowszych rozwiązań technicznych, jak hermetyzowanej kabiny. 
W biurze konstrukcyjnym Ławoczkina opracowano wówczas projekt myśliwca z silnikiem Nene II, oznaczony „168” (samolot w takim samym układzie – MiG-15, projektowali też Mikojan i Gurewicz). W celu osiągnięcia założonych wysokich prędkości, zastosowano na nim skośne skrzydła, bazując na doświadczeniach z prototypu „160” (pierwszego radzieckiego myśliwca o skośnych skrzydłach). Jednakże z powodu opóźnień w dostawie mocniejszych silników Nene II i możliwego wstrzymania dostawy z powodu pogarszających się stosunków ZSRR z byłymi aliantami zachodnimi, Ławoczkin w połowie 1947 przystąpił do opracowania także rezerwowego projektu „174”, opartego na „168”, ale z dostępnym wcześniej słabszym silnikiem Derwent. Samolot „174” został ukończony wcześniej i skierowany do produkcji w krótkiej serii jako Ła-15, równolegle z MiG-15, który był projektowany z silnikiem Nene I, a dopiero później otrzymał silnik Nene II. 
Pierwotnie projektowany samolot „168” (nazywany nieoficjalnie Ła-168) ukończono po otrzymaniu silnika Nene II i oblatano 22 kwietnia 1948 (pilot I. Fiedorow), prawie 5 miesięcy po konkurentach. Od października 1948 do 19 lutego 1949 prowadzono jego badania państwowe. Wykazał on lepsze osiągi i charakterystyki manewrowe zarówno od Ła-174, jak i MiGa-15 napędzanego tym samym silnikiem (uzyskał prędkość 1084 km/h), lecz z powodu obciążenia zakładów rozpoczętą wcześniej produkcją dwóch wyżej wymienionych typów, nie zdecydowano skierować go do produkcji. 
Wkrótce, na skutek decyzji z 14 maja 1949 o pozostawieniu jako jedynego standardowego myśliwca MiG-15bis, przerwano produkcję Ła-15 i rozwój „168”, mimo że dysponujący wyższymi osiągami Ła-168 jako zbliżony konstrukcyjnie mógł zastąpić Ła-15 w produkcji. Osiągi prototypu „168” z silnikiem Nene II były porównywalne z osiągami zmodyfikowanego MiG-15bis z silnikiem WK-1 (dalsze rozwinięcie Nene, o ciągu 2700 kg), natomiast po zamontowaniu na prototypie „168” silnika WK-1, jego osiągi jeszcze wzrosły. Wykonał on jednak jedynie trzy loty w ramach badań fabrycznych, przed przerwaniem programu. Mimo postulatu przeprowadzenia ponownych badań państwowych samolotu „168”, wysuniętego przez zebranie partii komunistycznej w instytucie naukowo-badawczym Sił Powietrznych (NII WWS), decyzja o wyborze MiG-15bis była podjęta na najwyższym szczeblu Rady Ministrów z udziałem Stalina i nie została zmieniona. Na korzyść MiGa przemawiała przy tym większa łatwość produkcji.
Biuro Ławoczkina opracowało także dalszą modyfikację samolotu „168”, oznaczoną jako „176”. Miał on skrzydło o powiększonym skosie 45° i silnik Nene II. Podczas prób 26 grudnia 1948 po raz pierwszy w ZSRR osiągnięto na nim w locie nurkowym prędkość dźwięku. Jednakże, 3 lutego 1949 został utracony w katastrofie na skutek błędu pilota, co spowodowało zaprzestanie jego rozwoju. 

## Opis konstrukcji
Jednosilnikowy górnopłat o konstrukcji całkowicie metalowej i skośnych skrzydłach, w układzie klasycznym. Skrzydła o kącie skosu krawędzi natarcia 37°20' i ujemnym wznosie 4°30’, składające się z krótkiego centropłata i dwóch jednodźwigarowych części zewnętrznych. Na każdym ze skrzydeł dwie kierownice strug powietrza. Usterzenie klasyczne, skośne. Usterzenie poziome zamocowane w górnej części statecznika, nad sterem kierunku. Kadłub o konstrukcji skorupowej. Z przodu okrągły wlot powietrza do silnika, rozdzielający się pionową przegrodą na dwa kanały wzdłuż burt. Kabina pilota hermetyczna, w przedniej części kadłuba, zakryta oszkloną osłoną, składającą się ze stałego dwuczęściowego wiatrochronu z płaską szybą przednią i otwieranej wypukłej osłony nad pilotem. Kabina wyposażona w fotel wyrzucany. Silnik odrzutowy w tylnej części kadłuba. Po obu stronach tylnej części kadłuba hamulce aerodynamiczne w formie odchylanych hydraulicznie klap. Podwozie samolotu trójkołowe, z pojedynczymi kołami, wciągane do luków w kadłubie (golenie główne – do przodu, goleń przednia – do tyłu). 
Napęd: silnik turboodrzutowy ze sprężarką odśrodkową Rolls-Royce Nene II (RD-45F) o ciągu 2270 kg. Paliwo w 4 zbiornikach w kadłubie o pojemności łącznie 1430 l. Możliwe było podwieszenie dodatkowego zbiornika 610 l pod kadłubem.
Uzbrojenie: 1 działko 37 mm N-37 z zapasem 45 nabojów i 2 działka 23 mm NR-23 z zapasem po 100 nabojów, w dolnej części przodu kadłuba. Automatyczny optyczny celownik żyroskopowy.